# Gemeindekanzlei
Als Gemeindekanzlei werden die Amtsräume einer politischen Gemeinde ohne eigenes Rathaus bezeichnet. Besonders in Bayern waren diese vor der Gebietsreform in kleinen Gemeinden gang und gäbe. In besonders kleinen oder finanziell schlechter gestellten Kommunen war die Gemeindeverwaltung oft im Hause des jeweils amtierenden Bürgermeisters untergebracht.
Größere Gemeinden verfügten oft über ein oder mehrere Amtszimmer im Schulhaus oder im Feuerwehrhaus der Freiwilligen Feuerwehr, wo dann der Bürgermeister und – falls vorhanden – die gemeindlichen Verwaltungskräfte ihren Amtsgeschäften nachgingen.
Sitzungen des Gemeinderates fanden mangels eines Sitzungssaales daher oft im Schulzimmer oder im Nebenzimmer des Dorfwirtshauses statt.
Gemeindekanzleien existieren heute oft noch in Gemeinden, die einer Verwaltungsgemeinschaft oder einem sonstigen Gemeindeverband angehören.

## Niederlande
Die Gemeindekanzlei unterstützt in niederländischen Gemeinden den Gemeinderat (Gemeindeparlament) bei der Geschäftsführung, Sitzungsorganisation und Informationsbeschaffung/-weitergabe. Koordinierend wirkt sie auch mit dem Gemeindesekretär zusammen, um Fragen der Gemeinderäte bezüglich der Verwaltung effizient zu bearbeiten.